# Толпежников, Вилен Фёдорович

Виле́н Фёдорович Толпе́жников (латыш. Vilens Tolpežņikovs; 12 июля 1928, Мариуполь — 21 декабря 2008) — латвийский врач-рентгенолог, депутат Съезда народных депутатов СССР (1989) от Латвийской ССР.

## Биография
Родился 12 июля 1928 года в Мариуполе. Жил в Армавире и в Грозном. В 1944 году участвовал в депортации чеченцев — под присмотром войск НКВД помогал грузить вещи депортируемых в вагоны.
По его словам, учился в Ленинградском политехническом институте и в Военно-морской медицинской академии, но подтверждений этому нет.
В 1953 году закончил Рижский медицинский институт. С 1953 года работал в Первой Рижской городской клинической больнице (до 1991 года — имени Бурденко) врачом-рентгенологом, затем заведующим рентгенологическим кабинетом. В 1968 году был исключён из КПСС за критику ввода войск стран Варшавского договора в Чехословакию- открыто на партийных собраниях называл это оккупацией.
В 1989 году избран депутатом Верховного Совета СССР. Получил известность тем, что 25 мая 1989 года сразу после открытия первого Съезда народных депутатов взбежал на трибуну и прокричал в микрофон: «Прежде, чем мы начнем своё заседание, я прошу почтить память погибших в Тбилиси!». Как только все встали, Толпежников закричал снова: «Депутатский запрос — назвать имена тех, кто отдал приказ об избиении мирных демонстрантов в Тбилиси 9 апреля!».
В 1989 году, после возвращения из Москвы, вступил в партию ДННЛ (латышск. — LNNK) — «Движение за национальную независимость Латвии», был активным деятелем третьей Атмоды (русск. — Пробуждение) .
В 1990 году принимал участие в выборах в Верховный Совет Латвийской Республики от НФЛ, но неудачно.
В 1996 году награждён латвийским орденом Трех Звезд 3-й степени.
В октябре 1996 года Сейм Латвии по предложению партии ДННЛ предоставил В. Толпежникову латвийское гражданство за особые заслуги .
В мае 2000 года в открытом письме отказался присутствовать на торжественном заседании латвийского Сейма в честь 10-летия восстановления независимости. «Нет оснований затруднять своим присутствием высшее общество, которое за счет моей зарплаты и пенсии постоянно повышает себе зарплаты и пенсии» — писал Толпежников в открытом письме.
В октябре 2006 года принял участие в выборах Сейма Латвии от националистической партии «Visu Latvijai!», но партия в парламент не прошла.
Жил в деревне возле Саласпилса. Был женат в четвёртый раз. Жен звали Силвия, Ливия, Аустра и Зайга. Отец шестерых детей. Когда родился последний сын Янис, Толпежникову было 62 года.
Скончался 21 декабря 2008 года.

## Цитата
Начало первого Съезда народных депутатов… Вот прозвучала под высокими сводами Дворца традиционная фраза об открытии из уст председателя Центральной избирательной комиссии В. Орлова, вот он начинает перебирать лежащие перед ним бумажки, по-видимому, с целью уточнить, что говорить дальше. И в этот момент происходит непредсказуемое и не предусмотренное никакими сценариями. На трибуну съезда буквально вбегает депутат из Латвии врач Вилен Толпежников и предлагает почтить вставанием память жертв 9 апреля 89-го года. Все депутаты, в том числе и руководители Коммунистической партии и государства, встают. С такого символического эпизода начался съезд.